# Jean-Marie Le Joubioux
Jean-Marie Le Joubioux (Île-d'Arz, Morbihan, 1806 - 1888) fou un sacerdot i escriptor bretó, que va escriure en la varietat gweneg (Vannes). Va escriure una col·lecció de poemes conegudes com a Doue ha mem Bro (Fe i el meu país, 1844) i altres textos en prosa i vers aparèixer a la revista Brediah er Fé.
L'harmonia dels seus versos, la joventut de les seves imatges i la seva exquisida sensibilitat el posen per davant dels escriptors bretons del seu moment. A vegades, un gran alè patriòtic passa a través dels seus versos, els dona un alleujament i una poderosa força indiscutible. (segons Camille Le Mercier d'Erm). Fou el primer a establir les bases per a una ortografia (fonètica) del gweneg, ja propera a la de Dihunamb.